# خط سكة حديد برلين-بغداد
خط سكة حديد برلين-بغداد، هو طريق حديدي له أهمية دولية، يربط قارة أوروبا بآسيا الصغرى والشرق الأوسط، وتمت آخر حلقاته في عام 1940م. ويربط محطة حيدر باشا في أسطنبول، بمحطة البصرة في العراق، ويتصل عن طريق الخطوط البديلة والفرعية بشمال إيران وروسيا وسوريا وفلسطين. ولقد مولته بشكل خاص رؤوس الأموال الألمانية، وتمت أجزاؤه المارة بالأناضول في عام 1896م، ثم ظهر مشروع آخر وبحجم أكبر لمده إلى بغداد، وتكونت شركة لهذا الغرض برؤوس أموال ألمانية، ولم تلبث أن احتجت لدى تركيا دول فرنسا وروسيا، وإنجلترا على الخصوص، والتي رأت في الخط المقترح تهديداً مباشراً لإمبراطوريتها في الهند، فتوقف العمل عدة سنوات بسبب هذهِ الاعتراضات وبعض العقبات الهندسية، ولكن استؤنف العمل في عام 1911م، وأثر ذلك في المنافسات الاستعمارية، وفي نهاية الحرب العالمية الأولى لم يبق لإتمامهِ إلا الجزء الممتد من محافظة الموصل إلى مدينة سامراء، فبني برؤوس الأموال الإنجليزية خاصة. إذ أصبح لإنجلترا حينذاك نفوذٌ في العراق، وقد صارت أرض العراق مملكة مستقلة تحت الانتداب البريطاني أول الأمر.

## الأوضاع السياسية السابقة لظهور السكة
تعالت الصيحات في تركيا منذ مطلع القرن التاسع عشر مطالبة بأصلاح الجيش والإدارة العثمانية العامة على نحو يماشى تطور الأزمنة الحديثة والتطور الاوربي المعاصر، غير أن تلك الأصوات اصطدمت لفترة طويلة من الزمن بمعارضة من الأوساط المحافظة الشديدة القوة والنفوذ فلم تجد تلك الأصوات المطالبة بالإصلاح آذانا صاغية على الرغم من عدد محاولات الإصلاح كمثل محاولة عام 1826 الرامية إلى اصلاح الجيش العثمانی كان هناك ثمة نظامين من الحكم اشتد الصراع بينهما في الدولة العثمانية في نهاية السنوات الثلاثين من القرن التاسع لاجل السيطرة على الحكم وهما نظام حکومة عزت باشا التي اعتبرت أشد الحكومات رجعية وتحفظا وحكومة رشید باشا التي حاولت السير حسب الطرق الديمقراطية والتمثيل الشعبي والتي تمثلت خططها الاصلاحية على شكل محاولات لتطوير الدولة العثمانية على النمط الأوروبي المعاصر
وقد استطاع رشيد باشا في النهاية التوصل إلى دفة الحكم في القسطنطينية وإدارة شؤون الدولة لفترة من الزمن حاول خلالها إجراء اصلاحات حديثة مختلفة في البلاد، على أن محاولاته بقيت بلا فائدة ولم تعطي نتائج تذکر.
ومن الناحية الأخرى فإن خسارة تركيا في حرب القرم وما أعقبها من توقيع لمعاهدة باريس لم تمد الحكومة العثمانية بروح جديدة تدفعها إلى محاولة اصلاح اوضاعها الداخلية بصورة جدية.
وهكذا وبالرغم من محاولات عدد من المصلحين من رجالات الفكر والسياسة الاتراك فأن التصدع والانحلال أخذ يزداد قوة وانتشارا في الدولة العثمانية وأزدادت رغبة الدول الكبرى في التدخل في شؤونها واقتسامها كمناطق للسيطرة والنفوذ.
استبشر مؤيدو الإصلاح خيرة عقب تسلم السلطان الشاب عبدالحميد الثاني مقاليد الحكم عام 1876 وقد انتظر انصار الإصلاح الكثير من هذا السلطان الذي كان يتمتع بميزتين مهمتين هما شبابه الغض وذكاءه الخارق، وزاد من قوة استبشارهم وثقتهم في السلطان الجديد اعلانه الدستور العثمانی.
ولم يستمر أنصار الإصلاح في تفاؤلهم لفترة طويلة فقد اصيبوا بخيبة أمل كبرى أثر تبدل السلطان تحت تأثير الأفكار الرجعية القديمة، فتبدلت الاوضاع في القسطنطينية وحل البرلمان واضطهد المنادون بالإصلاح ونفي المصلح مدحت باشا الذي عمل الكثير لمساعدة السلطان في اقامة الدستور في دولة بقيت حتى ذلك الحين تخضع للنظام الملكي المطلق.
أما الرأي اللآخر فيقول بأن «السلطان عبد الحميد كان يؤيّد الأخذ من الغرب ولكن بالتدريج وليس على حساب العقيدة الإسلامية» كما ذكر محمد حرب كتاب مذكرات السلطان عبد الحميد، ترجمة وإعداد محمد حرب.
كما أن السلطان عبد الحميد لم يكن متأثرًا بالأفكار الرجعية بل كان متأثرًا بالإسلام، كما كان معروفًا بتقواه وزهده ، ومن الجدير بالذكر أن الديون انخفضت في عهده كما قال محمد حرب من 252 مليون ليرة ذهبية إلى النصف تقريبًا
أخذت روسيا التي حاولت معاهدة صلع باريس العام 1856 وضع حد لمطالبها واطماعها في الدولة العثمانية تتحرش بها من جديد إلى أن أدت تلك المحاولات إلى اثارة حرب عام 1877 بين الطرفين، تلك الحرب التي اظهرت مقدار ضعف الإمبراطورية العثمانية والتي شوهت سمعها في الخارج.
ووضعت الحكومة العثمانية بالاشتراك مع الدول المعنية عقب مؤتمر برلين لعام 1879 خطة كبرى لتنظيم طريقة دفع ديونها للدول الأجنبية تجلت عام 1882 على شكل اقامة هيئة إدارة الدين العام العثماني والتي اعتبرت في حقيقة الأمر بالرغم من خضوعها للقوانين العثمانية دائرة مالية أجنية في ترکیا تعمل إلى جانب وزارة المالية العثمانية وقد مُثلت فيها تركيا إلى جانب الممثلين المرسلين من الدول الغربية الكبرى.
واضحت تلك الإدارة التي حاولت فرض نفسها على الكثير من الصغائر والكبائر المتعلقة بمالية الدولية العثمانية عبئا ثقيلا تحمله الدولة التركية التي کان من واجبها اللجوء إلى الدائرة المذكورة لأخذ موافقتها على كافة تصرفاتها المالية الداخلية والخارجية.
غير أن السلطان عبد الحميد والطبقة الحاكمة بقيا بالرغم من التردي الذي وصلت اليه البلاد غير مهتمين بمحاولة الإصلاح الجذري، بل حاولوا فرض سياسة حديدية على الأصوات المنادية بالإصلاح وعلى الشعوب والاراضى الخاضعة للإمبراطورية العثمانية وساروا على سياسة الحكم المركزي القوي وأكدوا على ضرورة تقوية أواصر علاقة الحكومية المركزية في القسطنطينية بتلك الأجزاء الخاضعة للإمبراطورية، في الحين الذي تعالت صيحات الشعوب المستعبدة داخل إمبراطورية السلطان عبدالحمید مطالبة بالإصلاح والاستقلال وبمبدأ تقرير المصير.
ومن هذه الظروف السياسية والاقتصادية التي كانت تعيشها ترکیا خرجت فكرة سكة حديد بغداد إلى ميدان التحقيق العملي، وبقيت قضية السكة مرتبطة بصفة جذرية ودائمة حتى نشوب الحرب العالمية الأولى بتاريخ التطور السياسي لتركيا نفسها.

## قبل عام ۱۹۰۲

### الوصول برا إلى الهند
فكرة ربط أوروبا بالخليج العربي والهند بواسطة طريق بري عبر آسيا الصغرى وباتجاه مياه الخليج الدافئة بدلا من الطريق البحري الطويل حول افريقيا هي من الأفكار القديمة نسبية والتي يرجع تاريخها إلى القرن الحادي عشر تقریبا، حيث كانت الرحلات حول افريقيا صوب الهند تستغرق اشهرا طوالا وقد تتلف البضاعة خلالها أو تفقد لعدم استقرار الأمن والطمأنينة في المياه التي تمر بها السفن المحملة بالبضائع نحو أوروبا 0

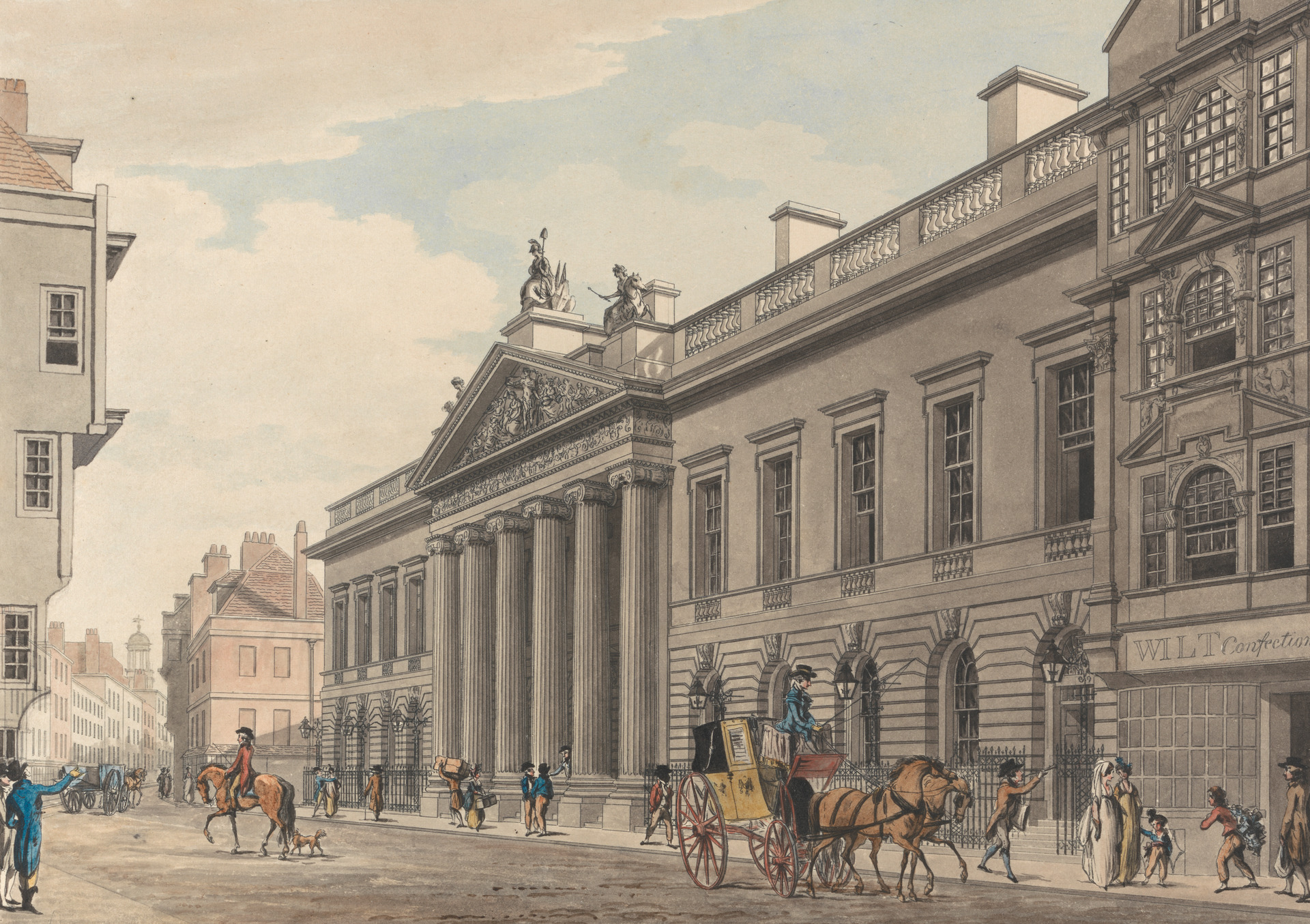
شركة الهند الشرقية

ويمكن القول بان البوادر الأولى لتنفيذ هذه الفكرة في العصور الحديثة جاء عام 1600 عن طريق إنشاء شركة الهند الشرقية والتي اتخذت من شركة ليفانت البريطانية التركية شريكا والمؤسسة بدورها عام 1581 وقد فاتحت شركة الهند الشرقية الشركة الأخيرة منذ السنوات الأولى لتكوينها في موضوع إنشاء الطريق البري من أوروبا نحو الهند غير أن هذه البادرة البسيطة لم تعطي أي نتائج ايجابية ولم تثر الفكرة من جديد الا في عام 1782 عندما عاد جون سلیفان من رحلته إلى الهند عبر آسيا الصغرى ووادي
الرافدين واقترح على الحكومة البريطانية فكرة إنشاء طريق بری نحو الهند.
دفع تطور المصالح البريطانية في الهند وتشعبها وتزايد أهمية تلك البلاد بالنسبة لبريطانيا مجلس إدارة الهند أن يقترح على الحكومة البريطانية عام 1829 فكرة إنشاء طريق سريع نحو الهند عبر سوريا ووادي الرافدين لتيسير أمر ربط الهند ببريطانيا.
وجدت هذه الدعوات في نهاية الأمر صداها لدى الأوساط الرسمية البريطانية فشكلت حكومة لندن بعثة ترأسها أحد خيرة الضباط البريطانيين وهوالسير فرانسيس تشسني الذي خدم في الجيش البريطاني في الشرق قبل ذلك التاريخ وقامت البعثة خلال عامين 1830 - 1832 بارتياد مناطق آسيا الصغرى وسوريا والعراق وقدم تشسني عقب عودته تقريرة اقترح فيه إنشاء طريق بري نحو الهند عبر سوريا ووادي الرافدين على أن يربط الطريق المذكود بنهر الفرات الذي يمكن استعماله كخط للمواصلات بواسطة السفن التجارية باتجاه الخليج العربي وانتهى التقرير بأقتراح بانشاء شركة ملاحة بحرية يتم بواسطتها ربط الطريق السالف الذكر بالهند في الخليج العربي.
لم تكتف الحكومة البريطانية بالتقرير الأولي الذي قدمه تشسني، فشكلت بعثة ثانية تحت امرته كذلك وارسلتها نحو الشرق الأوسط ومارست البعثة نشاطها في الفترة 1835 - 1837 عقب اشراف كل من حكومتي لندن والهند على تمويلها وقدم تشسني في نهاية الأمر تقريرا أید فيه المقترحات التي تقدم بها أثر رحلته الأولى واوصى بمد سكة حديدية بموازاة الفرات عبر حلب نحو الخليج العربي.
وما لبث أحد الضباط البريطانيين ممن صاحبوا جنسي في بعثته وهو الكابتن لنج أن شكل في لندن عام 1841 بالاشتراك مع اخوته شركة ملاحة نهرية عرفت باسم الاخوة لنج واتخذت تلك الشركة فرعا لها في بغداد حيث عرفت بأسم ستيفن لنج وبقيت مصالح لنج بهذا الشكل حتى 26 نیسان 1861 حيث تمخضت تلك المصالح عن تشكيل شركة الفرات ودجلة للملاحة البخارية التجارية. وتمتعت الشركة منذ اللحظات الأولى لانشاءها بمؤازرة تامة من وزارة الخارجية البريطانية
امتازت الفترة التي أعقبت بعثات تشسني والتي طرح على أثرها مشروع سكة حديد الفرات، بقيام عدد من المشاريع الخيالية التي ترمي إلى ربط أوروبا بالامبراطورية العثمانية بل ويآسيا بكاملها بواسطة السكك الحديدية. ففي عام 1842 وضع وليم بير من دبلن مشروع لسكة حديدية تمتد من كاليه إلى القسطنطينية وفي السنة التالية مباشرة اقترح ALEXANDER CAMPELL على شركة الهند الشرقية البريطانية خط لسكة حديدية تمتد من أوستند على الساحل البلجیکی عبر فينا وبلغراد حتي القسطنطينية ومنها عبر آسيا الصغرى إلى حلب ومنها تسير السكة بمحاذاة الحدود الإيرانية نحو كراتشي ثم كالكوتا. كما ووضع جيمس تومسون مشروعا مشابها عام 1801 وقد سعي الأخير للحصول على تأييد الباب العالي واللورد ستانفورد دی رید کليف السفير البريطاني في الباب العالي آنذاك
وهنا تظهر شخصية فرانسیس جسني على مسرح الأحداث ليتفق مع السير ولیم أندرو رئيس شركة دلهي - البنجاب والسند للخطوط الحديدية على مشروع سكة حديد تمتد من السويداء على خليج الأسكندرون حتی قلعة جابر في اعالي الفرات لمسافة تقارب الثمانين ميلا، وكان الأمر معقودة أن تكون هذه السكة كحلقة وصل بين البحر الأبيض المتوسط والطرق النهرية في الفرات، وقد فكر في نفس الأونة في امكانية مد السكة المذكورة نحو بغداد ومنها إلى البصرة. وإلى جانب ذلك فقد ثار التقاش أيضا حول امكانية اختيار الكويت کنقطة نهاية للخط المذكور. ولهذا الأمر أهميته لان الكويت ظهرت هنا للمرة الأولى كنقطة محتملة لسكة حديدية دولية تمتد باتجاه الخليج العربي.
وتنفيذا لهذه الخطة شكلت شركة الفرات للسكك الحديدية عام 1851 وساعدها اللورد رید کليف السفير البريطاني في القسطنطينية في الحصول على امتياز من الحكومة العثمانية عام 1856 لمد تلك السكة على أن تضمن الحكومة العثمانية التي كانت تشجع توظيف رؤوس الأموال الأجنبية في اراضيها اعطاء فائدة مقدارها 6% على رأس المال المستغل كما ونص الاتفاق على حق الشركة في مد سكة حديدية من الاسكندرون إلى البصرة وعين جسني کرئیس مهندسين للشرکه التي حظت بتأیید عدد كبير من الرجالات السياسة والمالية البريطانية بالإضافة إلى تأييد سفير تركيا في لندن کما وقامت الشركة بأفتتاح فرع لها في القسطنطينية.
اعقب تأسيس الشركة دعاية واسعة لها ولمشاريعها في انكلترا واکد اندرو في كتابه الذي أصدره في ذلك الحين (1857) على أهمية امكانية تطوير وادي الرافدين بالنسبة لترکيا وعلى الأهمية التجارية والاستراتيجية بالنسبة لبريطانيا التي يمكن أن يحققها طريق مواصلات قصير يربطها بالهند.
على أن المشروع اصابه الفشل فعلى الرغم من الجهود الكبيرة التي بذلت لم ير الرأي العام البريطاني فيه عملا يبشر بالنجاح وذلك بالرغم من تحمس عدد من رجال السياسة والمال البريطانيين له كما وان اللورد بالمرستون رفض أن يقدم ضمان الحكومة البريطانية لبعض اسهم الشركة، ذلك الضمان الذي اعتبر امرأ حيويا لإنجاح المشروع، ويعود السبب في رفضه تقدیم تلك الضمانات المنشودة إلى اعتبارات تعلق برغبته في حفظ علاقات طيبة مع نابليون الثالث کما يرجح. وبالإضافة إلى ما سبق هناك عامل آخر لعب دوره في تقرير مصير الشركة على النحو الذي انتهت اليه وهو عدم استطاعتها الحصول على رؤوس الأموال الكافية لتنفيذ المشروع.
وهكذا فشلت الشركة في تسجيل نفسها وسقط امتیازها بالتبعية كما وفشلت محاولة جديدة لجستي عام 1862 لاحياء الشركة - عقب أن جدد الباب العالي امتيازها - لنفس الأسباب المتعلقة بموقف الحكومة البريطانية السلبي حيالها بصورة خاصة.
ولقد اثيرت في بريطانيا قضية إنشاء الطريق البري للوصول إلى الهند أكثر من أي وقت مضى عقب آن شرع الفرنسيون في فتح قناة السويس، فقد شعرت بريطانيا ان ایجاد طريق مختصرة تخضع کلیا لفرنسا للوصول إلى الهند هو أمر في غاية الخطورة بالنسبة لوجودها ومصالحها في تلك المنطقة من العالم، وهكذا أثيرت في بريطانيا مسألة إنشاء الطريق البري نحو الهند على أساس اقامته كمنافس وبديل بريطاني لقناة السويس الفرنسية. وبنفس هذه الروح حصلت بعض المصالح البريطانية في تلك الفترة من الباب العالى بعد خطوط حديدية من سمرنة إلى عابدين وقصبة على التوالي.
ومع انتهاء فتح قناة السويس وضع ستيفنسون وهو مهندس بريطاني مشروعا رمي فيه إلى منافسة قناة السويس عن طريق مد سكة حديدية تبدأ من سكوتاری فأزمير، فحسار، فأكسراي، فوادي الفرات، فبغداد فالبصرة، فإيران، فبلوجستان، فكالكوتا في الهند، ولم يكتب لمشروع ستيفنسون النجاح بعد أن عارضته فرنسا.
و بعد سنة من ذلك التاريخ وضع بعض المهندسين البريطانيين عام 1870 مشروعا لسكة حديدية من الاسكندرون إلى البصرة عبر حلب والموصل وبغداد.
وإلى جانب كل المشاريع السالفة الذكر فقد درست كذلك في حينه إمكانية مد سكة حديدية من السويداء على الشاطيء السوري إلى الكويت على الخليج العربي كما وكثر الكلام كذلك أنذاك عن مشروع لسكة حديدية تربط الاسماعيلية على قناة السويس بالكويت على الخليج العربي.

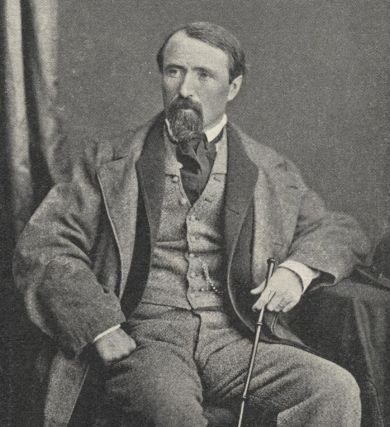
وليام فون بروسل

اصیبت امثال هذه المشاريع السابقة بميزة قوية أثر نزول أحد المهندسين النمساويين إلى ميدان مشاريع السكك الحديدية في آسيا الصغرى ووادي الرافدين وهو المهندس وليام فون بروسل لذي قام بدراسات لحساب السلطان العماني تتعلق بمسح الأراضي العثمانية في منطقة آسيا الصغرى في الفترة 1872 - 1874 وقدم وليام في النهاية تقريرا ينصح فيه بمد الخطوط الحديدية في تركيا يبلغ طولها ستة الاف كيلو متر، واقترح في تقريره كذلك اقامة خطا رئيسيا لسكة حديدية تكون عمودا فقريا للشبكة التي اقترحها تمتد من حيدر باشا في القسم الاسيوي من القسطنطينية عبر انقرة وديار بكر وماردين والموصل إلى بغداد ومنها إلى
البصرة ومن ثم الكويت على أن تمد فروع رئيسية إلى اسكشهر وکتاهيه وقونية وغيرها من الأماكن الواقعة على البحرين الابيض والاسود.
عارض وليام فون بروسل في تقريره مشروع مد سكة حديدية من الشواطئ السورية إلى الخليج العربي مبررا معارضته بعدم إمكانية الحصول على فوائد مادية هامة من سكة حديدية تمتد عبر الصحراء واراضي الجزيرة والفرات على عكس ما هو متوقع من مد سكة حديدية تمتد عبر الأناضول والولايات العثمانية الغنية الأمر الذي يبشر بأمكانية الحصول على فوائد مادية ذات بال عقب الانتهاء من سد السكة من جراء استغلالها.
وبالإضافة إلى ما سبق اقترح وليام فون بروسل في تقريره كذلك على السلطان تعمير وتطوير الأراضي والمناطق التي سيتخترقها الخط المقترح بواسطة المهاجرين الأوربيين حيث اقترح فكرة استقدام ملیونی مهاجر الماني وتسكينهم على طرفي الخط لكي يسرعوا في عملية تعمير وتطوير البلاد.
مشاريع الفون بروسل الخاصة بتسكين المهاجرين الألمان على طرفي سكة الحديد التي اقترحها لم تلاق أي قبول يذكر بالنظر لاعتبارات دينية وقومية على وجه الخصوص بخلاف ما جاء في بقية أجزاء التقرير الذي أصبح فيما بعد أساسا للسياسة العثمانية العامة للسكك الحديدية والتي أخذت الحكومة العثمانية تسعى جاهدة لتطبيقها.

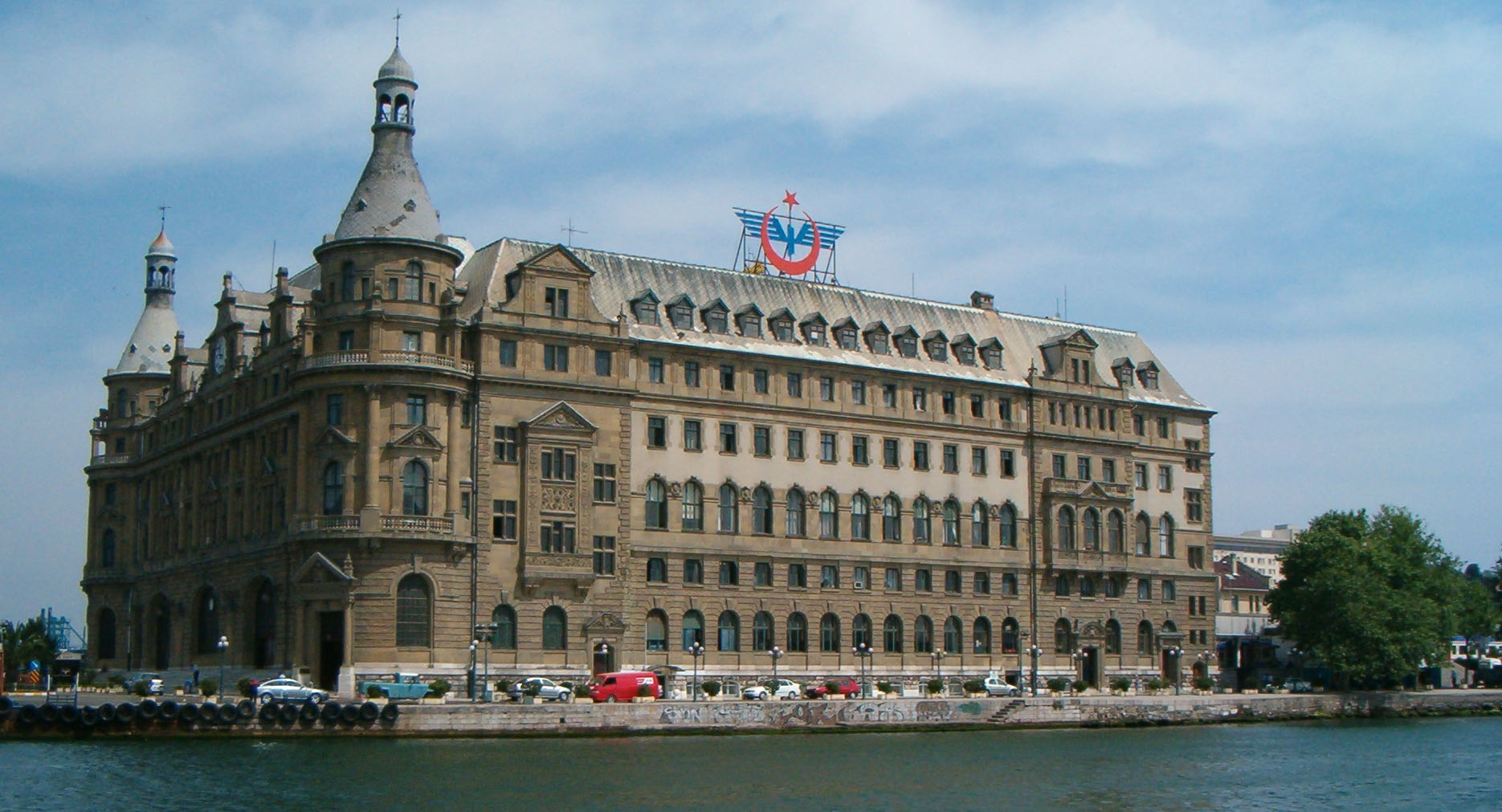
محطة حيدر باشا في القسطنطينية

ابتدء العمل في الحال في تنفيذ القسم الأول من الخط الذي اقترحه بروسلي بمد سكة حديدية من محطة حيدر باشا إلى ازميت لمسافة 92 کیلو مترا، وقامت بعض المصالح الفرنسية بمهمة انجاز العمل في مد السكة المذكورة والتي انتهى العمل في مدها في عام 1873، وقد جاء بناء هذا القسم من السكة تنفيذا لارادة اصدرها السلطان عام 1871 تقضي بانشاء سكك حديدية في آسيا التركية.
كمن الهدف الأساسي في استماتة الباب العالي في بناء السكة في الرغبة الملحة التي وجدت آنذاك لدى سلطان القسطنطينية في ربط بغداد بالعاصمة التركية، وقد تولت الحكومة العثمانية في باديء الأمر إدارة هذا الجزء من السكة لفترة السبع سنوات غير انها عادت فأعطت إلى بعض المصالح البريطانية عام 1880 امتیاز إدارة المشروع غير أن الحكومة العثمانية احتفظت لنفسها بموجب العقد الذي وقعته مع الشركة البريطانية بالحق في استرجاع أمر أدارة السكة في أي وقت تشاء 
وتردد في بغداد لفترة من الوقت في تلك الآونة صدى الاصوات المنادية في القسطنطينية بالقيام بانشاء السكك الحديدية، فقد كان وإلى بغداد مدحت باشا (1868 - 1871) من اشد المناصرين لمشاريع المهندسين الأوروبين الفنية التي كان الغرض منها تطوير الدولة العثمانية وحينما استدعي من بغداد وأصبح وزیرا اعظما في القسطنطينية، ألف لجنة فنية خاصة لدراسة امكانية مند سكة حديدية من طرابلس إلى بغداد عبر حمص ودير الزور على أن تسير بمحاذاة الفرات نحو بغداد، غير أن الحكومة العثمانية رفضت ذلك المشروع.
وإذا ما رجعنا إلى موضوع الاهتمام الذي اظهرته الحكومة البريطانية مجددا حول قضية إنشاء الطريق البري نحو الهند عقب انجاز فتح قناة السويس لوجدنا أن رغبة الحكومة البريطانية حيال الموضوع أخذت تتخذ طابعا ايجابيا عندما قامت بتشكيل لجنة خاصة في مجلس العموم البريطاني في بداية القرن التاسع عشر برئاسة السير نورثكوت وعهدت اليها بمهمة دراسة امكانية مد سكة حديدية من البحر الابيض المتوسط والبحر الأسود إلى الخليج العربي، وبعد أن استمعت اللجنة إلى الكثير من المقترحات ودرست الموضوع من اوجهه المختلفة قدمت تقريرا إلى الحكومة البريطانية ويمكن تلخيص محتويات التقرير المذكور في النقاط التالية:
1. أن قضية موضوع بناء سكة حديد وادي الرافدين TRANS MESOPOTAMIAN RAILWAY کما اسمتها اللجنة هو أمر في غاية الضرورة بالنسبة لبريطانيا ومصالحها الحيوية في المنطقة، وهو من الناحية الأخرى يؤمن سرعة نقل البريد نحو الهند والخليج العربي وله مزایا وفوائد اقتصادية هامة لبريطانيا.
2. اشتمل التقرير على خطة بكلفة بناء السكة حيت قدر تكاليف بناءها بحوالي العشرة ملايين جنيه استرليني.
3. ان من الممكن استعمال السكة للاغراض الحربية الخاصة بنقل القطعات والأسلحة المؤن نحو الهند ويمكن اعتبارها كحاجز الإيقاف ای توسع روسي اتجاه الخليج العربي.

على أن اللجنة اوضحت بأن الأمل ليس قويا، في المستقبل القريب على الأقل، في ان تكون حركة النقل بواسطة السكة المقترحة من الشدة بمكان ونصحت بأن تضمن الحكومة البريطانية إلى حد ما رؤوس الأموال المستقلة في المشروع واعتبرت ذلك الضمان أمرا لازما لانجاح المشروع.

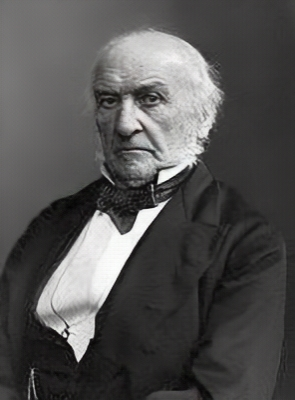
وليم غلادستون

غير أن حكومة غلادستون رفضت اعطاء مثل هذه الضمانات في عام 1872 تماما كما حصل من قبل في عامی 1956 و1862. ولم يؤد أمر تغير الحكومة البريطانية ومجيء حكومة أخرى إلى الحكم وهي حكومة دزرائيلى إلى تعديل موقف الحكومة البريطانية. فقد انصرفت الحكومة الجديدة إلى تحسين المراكز البريطانية في قناة السويس واضعة على الرف قضية الطريق البري نحو الهند.

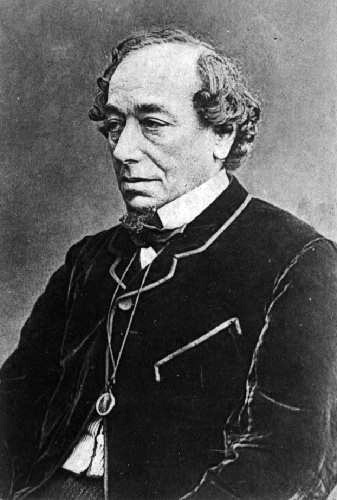
بينجامين دزرائيلي

وبعد بضع سنوات عاد موقف الحكومة البريطانية فتغير من جديد حيال موضوع السكة عقب أن حصلت بريطانيا على نصيبها من السويس، فأخذت الحكومة البريطانية تظهر اهتماما مجددا بموضوع الخط الحديدي وعهدت حكومة دزرائيلي إلى الباحث كاميرون أمر دراسة مشروع سكة حديدية نحو وادی الرافدين ولكن تبدل الوزارة البريطانية عام 1879 وعودة حكومة اللورد غلادستون إلى الحكم ادى إلى اهمال التقرير الذي قدمه كاميرون حول الموضوع، ذلك التقرير الذي اعده كاميرون عقب عودته من جولة دراسية في الشرق الأوسط وهكذا اضاعت بريطانيا من جديد فرصة أخرى من الفرص التي اتيحت لها للمساهمة مساهمة أساسية في مد سكة حديدية باتجاه الخليج العربي.
وإذا ما تركنا انكلترا جانبا وتظرنا إلى روسيا لوجدنا أن عددا من المصالح المالية الروسية التي يترأسها الكونت فلاديمير كابنست عم سفير القيصر الروسي في فينا، قد أخذت تدرس امكانيات تحقيق مشروع يختلف تماما عن مشروع الفون بروسل، فلقد كان المشروع الروسي يقضي بمد سكة حديدية من طرابلس على البحر الأبيض المتوسط إلى الكويت على الخليج العربي عبر الصحراء على أن يربط بالعراق بواسطة طريق فرعي يمتد نحو كربلاء.
غير أن مشروعا خاليا كهذا المشروع يقضي بمد سكة حديدية عبر الصحراء كان مصيره الفشل ولم تثر حوله ضجة تذکر حصوصا وان روسيا نفسها لم تكن لتمتلك الوسائل المادية الكافية التي تمكنها من انجاز مثل هذا المشروع.
ولمجابهة الأطماع الروسية سعت بريطانيا نحو الاهتمام بالامبراطورية العثمانية وربط أجزاءها لكي تجعل منها جبهة قوية تستطيع الوقوف أمام تلك الأطماع الروسية، وهكذا فأن معاهدة قبرص لعام 1878  وكل المنهاج الاصلاحي لاسيا الصغرى انما انجزت بالنظر لهذه الاعتبارات بل ويقال بأن دزرائیلی اختار قبرص لوضعها تحت السيطرة العثمانية لاعتبارات تتعلق بموقعها الممتاز أمام الشواطئ التركية وذلك لغرض ضمان حماية خط حدیدی محتمل الإنشاء يبدء عند خليج الاسكندرون، بل ويقال كذلك انه فسر لبسمارك تلك الاعتبارات خلال مؤتمر برلين وبأنه اختار ضابطا بريطانيا من ذوي الرتب العالية ليضع الترتيبات اللازمة بمد مثل هذا الخط.
جاء في صلب تقرير قدمه حسن فهمي باشا وزير الأشغال العثمانی في 6 حزيران 1880 إلى الوزير الأكبر فقرات تخص سكة حديد بغداد وامكانية السعی مجددة نحو انشاءها عقب أن توقف العمل في السير بها قدما نحو الامام على أثر انجاز القسم الموصل من حيدر باشا إلى ازمیت، غير أن الوزير أوضح في تقريره كذلك أن خزينة الدولة العثمانية لا تمتلك الامكانيات المادية الكافية لتمويل مثل هذا المشروع ولهذا السبب أشار التقرير إلى ضرورة الاستفادة من رؤوس الأموال الأجنبية لتحقيق المشروع.
أخذ العالم المالى الأوروبي الذي اظهر عقب صلح باريس لعام 1856 اهتماما بالدولة العثمانية ينظر بقلق متزايد إلى الحالة المالية الفطرية التي انتهت اليها الحكومة العثمانية وجاء افلاس نفس تلك الحكومة عام 1875 ليصيب أمر اهتمام بيوت المال الأوروبية بتلك الدولة واستثمار رؤوس الأموال فيها بضربة قوية.
غير أن الوضع لم يستمر على هذه الصورة لفترة طويلة فسرعان ما عاد اهتمام رؤوس الأموال الأجنبية بالدولة العثمانية بالظهور مجددا خصوصا عقب إعادة التنظيم المالى لترکيا اثر إنشاء منظمة الدين العام العثماني التي اعادت ثقة الدوائر والبيوتات المالية الأوروبية بالدولة العثمانية. الأمر الذي شجع نفس تلك البيوتات والدوائر المالية على إعادة استغلال رؤوس اموالها في تركيا عن طريق الاهتمام مجددا بالمشاريع العثمانية ومن جملتها مشروع سكة حديد بغداد.
وعلى هذا الأساس ظهرته إلى الوجود من جديد عقب عام 1880 عدة مشاريع جديدة لسكك حديدية تمتد في آسيا الصغرى ووادی الرافدين من جملتها مشروع الفرن كازالیه ومشروع تانكريد الذي حصل في 24 آذار 1883 من الحكومة العثمانية على امتياز لمد سكة حديدية من طرابلس على البحر الأبيض المتوسط عبر حمص - حلب - حماة - وادي الفرات إلى بغداد فالبصرة. على أن المشروع السالف الذكر لم يخل من بعض الأحلام السياسية فلقد اراد تانكريد أن يخرج اليهود الروس من روسيا ويوطنهم على جانبي السكة، غير أن معارضة الحكومة العثمانية لمثل تلك الاقتراحان ووفاة تانكريد من الجهة الأخرى اديا إلى قبر المشروع.
أما موقف الحكومية والمصالح الفرنسية اتجاه مشروع سكة حديد بغداد، فمن المستطاع القول اجمالا بان الحكومة والمصالح البريطانية بقيت حتى حوالي عام 1880 الأطراف الوحيدة المهتمة اهتماما جديا بأمر السكة وباعداد المشاريع المختلفة لانشاءها، على أن اهتمام المصالح الفرنسية حول الموضوع ما لبث أن ظهر شيئا فشيئا بصورة متزايدة الأهمية فظهرت على الميدان مجموعتان من المصالح الفرنسية إلى جانب الإنكليز وتبنت كل واحدة من هاتين المجموعتين مشروعا لسكة حديدية على النحو التالي:
1. مشروع المصالح الفرنسية الإنكليزية التي انشأت عام 1863 البنك العثمانی، ذلك البنك حصل خلال سنوات قليلة فقط على نفوذ واسع النطاق في ترکیا.
2. المشروع الذي تقدم به الفون کولاس وهو وسيط أحد المجموعات المالية الفرنسية

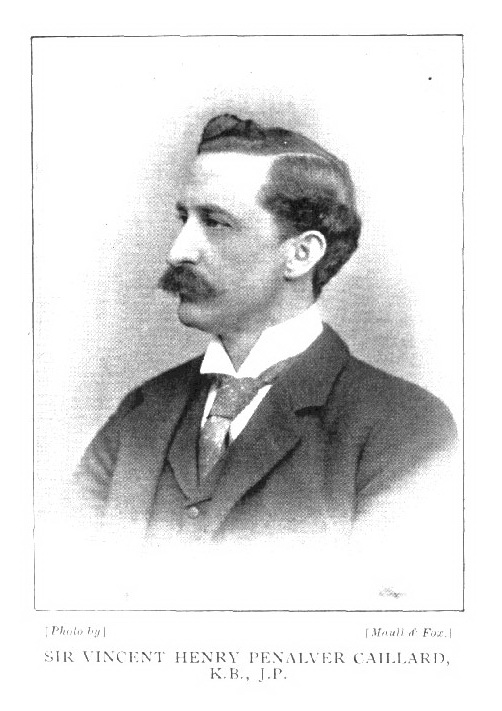
السير فنست كايلارد

اقلقت المشاريع الفرنسية الهيئات البريطانية التي رأت فيها تهديدا مباشرة لمصالحها، فأن امكانية قيام المصالح الفرنسية بأمر إنشاء السكة إلى جانب حصصها الواسعة في قناة السويس يعني سيطرتها على الطريق البري نحو الهند الأمر الذي يشكل تهديدا مباشرا لمصالح وسياسة بريطانيا في الشرق الأوسط والهند، فعمدت السياسة البريطانية إلى أن يقوم السير فنست کایلارد ممثل المصالح البريطانية في إدارة الدين العام العثماني بالاشتراك مع السفير البريطاني لدي الباب العالي في القسطنطينية بالدفاع عن المصالح البريطانية والسعي لمحاولة احباط الخطط الفرنسية .
والواقع أن الفرنسيين اهتموا اهتماما شديدا بأمر الحصول على امتياز السكة حديدية في المنطقة، فقد كانت لدى فرنسا استثمارات مالية واسعة المدى في ترکيا وكانت المصالح المالية الفرنسية مسيطرة إلى حد بعيد على البنك العثماني الذي كانت الحكومة العثمانية تعتمد عليه في الحصول على المساعدات المالية، بل وأخذ النفوذ المالى الفرنسي في تركيا يتخذ شكلا قويا بشكل أثار قلق السلطات العثمانية نفسها وهنا يكمن السر الحقيقي في رفض السلطان عبد الحميد اعطاء امتیازات فرنسا حصة من مشاريع خطوطها الحديدية في ترکیا ووادي الرافدين.
يعتبر عام 1888 من الأعوام التاريخية في حياة السكك الحديدية التركية، ففي ذلك العام تم الانتهاء من تشيد الخط الحديدي الذي يربط أوروبا باسطنبول ودخل العاصمة العثمانية في ذلك العام أول قطار قادم من فيينا وبات السلطان عبدالحميد مشتاقا أكثر من أي وقت مضى لتطوير شبكة الخطوط الحديدية في منطقة الأناضول وربط سوریا ووادي الرافدين ببقية أجزاء الامبراطورية على أن ضعف الحالة المالية للخزينة العثمانية كانت تدفعه دائما نحو السعي للحصول على رؤوس الأموال الأجنبية لتنفيذ مشاريعه فحاول عام 1885 بواسطة الفون بروسل للحصول على اهتمام رؤوس الأموال الألمانية بتلك المشاريع غير أنه فشل في مسعاه فتقرب إلى الشركة البريطانية التي كانت تقوم بادارة واستغلال خط حيدر باشا - ازمیت مقترحا على الشركة مد الخط إلى انقرة ثم إلى بغداد عقب ذلك.
ولسبب غير واضح حتى اليوم لم يستطع السلطان عبد الحميد الحصول على نتيجة ذاته بال من جراء تلك المساعي وتم الاتفاق فقط عام على 1888 على تطوير خطی سكة حديد سمرنة - أضنة وسمرنة - القصبة إلى ساقات
ولعل السر في عدم اظهاد الإنكليز اهتماما كافيا بمشروع سكة حديدية من إسطنبول إلى بغداد يعود من ناحية إلى طبيعة علاقاتهم السياسية مع تركيا آنذاك من جهة ولعدم ثقة رؤوس الأموال البريطانية بامكانية الحصول على فوائد وارباح مادية كافية من جراء استغلال مثل ذلك الخط من الجهة الأخرى وكل ما اظهرته المصالح البريطانية من اهتمام كان بشكل الإعلان عن استعدادها للاستمرار في مد الخط بصورة تدريجة كليا تحسنت الظروف واشتدت الأحوال ذلك.
وازاد تخوف السلطان من ازدياد النفوذ الفرنسي في بلاده في حالة اعطاء امتياز السكة إلى المصالح الفرنسية ومماطلة المصالح البريطانية في تمويل المشروع - وعدم تقدم رؤوس الأموال الروسية بصورة جدية لحصول على امتياز السكة بالنظر لعدم وجود فائض مادي لدى روسيا يمكنها استغلاله في مشاريع مالية كبرى خارج بلادها - اتجه السلطان عبد الحميد بصورة كلية نحو المانيا، تلك الدولة الصناعية الامية والمتزايدة النفوذ والقوة في تلك الحقبة والتي كان السلطان عبدالحمید یكن لها الاحترام والتقدير ويعتبرها الدولة الأوربية الوحيدة التي لم تكن تظهر بصورة علنية إلى أطماع توسعية في الامبراطورية العثمانية . وكان توجه السلطان عبد الحميد نحو ألمانيا بالدرجة الأولى نحو استثارة اهتمام الأوساط والبيوتات المالية الألمانية بسكة حديد بغداد ومساندته في مدها.

### ألمانيا وسكة حديد بغداد

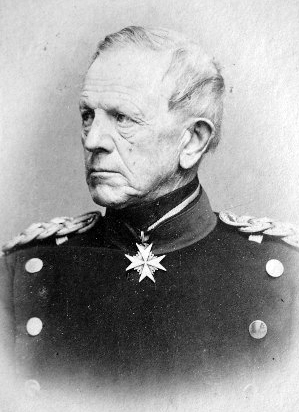
هيلموت فون مولتكه

الضابط الألماني هيلموت فون مولتكه من أوائل الرواد الألمان في الدولة العثمانية. فقد عهد إليه في نهاية الثلث الأول من القرن التاسع عشر بمهمة القيام بتدريب الجيش العثماني وتعلم اثناء اقامته في تركيا اللغة التركية وحينما عاد إلى ألمانيا كتب عدة مقالات ومؤلفات أشار فيها إلى الدولة العثمانية وشرح احوالها ولمح إلى أهميتها كحقل للنشاط الألماني.